# Camp del Centenari
Das Camp del Centenari war ein Fußballstadion in der spanischen Industriestadt Badalona, Autonome Gemeinschaft Katalonien. 

## Geschichte
Die Anlage befand sich in Badalona, das zu der Metropolregion Barcelona gehört. Die Spielstätte mit einer Kapazität für rund 10.000 Zuschauer wurde im Jahr 1936 erbaut. Die Dimensionen des Spielfeldes aus Kunstrasen betrugen 105 × 65 Meter. Es war die Heimspielstätte des Fußballvereins CF Badalona, der in der Segunda División B spielt. Es ist die dritthöchste Spielklasse im Ligasystem des spanischen Fußballs. Der Eigentümer und Betreiber der Sportanlage war die Stadt Badalona. Die Anlage wurde 2015 abgerissen. Auf dem Gelände wurden neue Wohnhäuser errichtet.